# センターイン
センターイン（CENTER IN）は、ユニ・チャームが販売している生理用品のブランドである。
主に小中学生向けで、若い女性、全般に人気がある。

## 由来
発売当初は資生堂グループ会社であるエフティ資生堂が販売していた。
2006年5月31日にエフティ資生堂・丸三産業が保有していたミュウプロダクツ（愛媛県大洲市）の全株式をユニ・チャーム子会社のユニ・チャームプロダクツが全株式を取得して子会社化すると同時に、資生堂・エフティ資生堂が保有していた生理用品に関わる商標や特許などの知的財産や機械設備などのすべての資産をユニ・チャーム及びユニ・チャームプロダクツが譲り受けたことで、ユニ・チャームの製品となった。なお、ミュウプロダクツは2011年に事業を終え、生産はユニ・チャームプロダクツ本社（香川県観音寺市）に移管された。
ユニ・チャームへの移管後も、パッケージ正面にユニ・チャームの社名ロゴは付けられていなかったが、2016年9月の「コンパクト フレグランス」のリニューアル及び「コンパクトスリム」のパッケージリニューアルに伴って正面にユニ・チャームの社名ロゴ（英字/カナ併記・弧線付のマイナーチェンジ後の社名ロゴ）が付き、ユニ・チャームが従前から展開する「ソフィ」のブランドロゴも表記された。
なお、海外では「ソフィ」ブランドで「ソフィ センターイン」として販売されている。

## ラインナップ
- ハッピーキャッチ：2018年4月発売。ナプキン本体にねこ柄の凹凸加工を施し、個包装をねこ柄とした。「ソフィ」ブランドとしても初の女子中高生向け。
  - ふつうの日用（21cm・ハネつき）
  - 特に多い昼用（26cm・ハネつき）：2018年9月発売
  - 多い日の夜用（29cm・ハネつき）
- コンパクト1/2 無香：2015年9月に「コンパクトスリム ふわふわタイプ」を全面リニューアルし、「コンパクトスリム」となる（「サラサラタイプ」は「ソフィ はだおもい 極うすスリム」に機能統合する形で終売）。2016年9月にパッケージリニューアルし、現在に近いパッケージとなる。2019年4月に全面リニューアルし、現在の商品名となる。10月に「特に多い夜用」を追加。
  - 多い昼用（21.5cm・ハネつき）
  - 特に多い昼用（24.5cm・ハネつき）
  - 多い夜用（30.5cm・ハネつき）
  - 特に多い夜用（36.5cm・ハネつき）
- コンパクト1/2 微香：2014年8月に「コンパクト フレグランス」の商品名で発売。前述の「コンパクトスリム」の香りつきタイプ。2015年3月に「クリアハピネスの香り」を追加（現在は終売）、従前の「コンパクト フレグランス」は「スイートフローラルの香り」となる。9月全面リニューアル（商品名が「コンパクトスリム フレグランス」となる）。2016年9月全面リニューアル（香料の塗布を個別ラップ→ナプキン本体に変更し、さらに量を30%アップ。商品名を「コンパクト フレグランス」に戻す）。2017年6月に「フレッシュグリーンの香り」を限定発売。9月に「スイートフローラルの香り」のパッケージデザインを変更し、香料にゼラニウムを配合してリニューアルされ、翌月に「ホワイトシャボンの香り」が発売された。2019年4月に全面リニューアルし、現在の商品名となる。10月、「スイートフローラルの香り」に「特に多い夜用」を追加。
  - ホワイトシャボンの香り 多い昼用（21.5cm・ハネつき）
  - ホワイトシャボンの香り 特に多い昼用（24.5cm・ハネつき）
  - ホワイトシャボンの香り 多い夜用（30.5cm・ハネつき）
  - スイートフローラルの香り 多い昼用（21.5cm・ハネつき）
  - スイートフローラルの香り 特に多い昼用（24.5cm・ハネつき）
  - スイートフローラルの香り 多い夜用（30.5cm・ハネつき）
  - スイートフローラルの香り 特に多い夜用（36.5cm・ハネつき）
- ふわふわタイプ：通常サイズは（コンビニエンスストア及びサンドラッググループ向けを除き）2個パック包装のみの設定。ハネつき（ふつうの日用、多い日の夜用）には小容量サイズも設定される。
  - ふつうの日用（21cm・ハネなし）
  - ふつうの日用（21cm・ハネつき）
  - 多い日の夜用（29cm・ハネつき）

## 歴代CMキャラクター
現在
- 池田エライザ（2023年）※ソフィシリーズ含む

過去
- 篠原涼子（1998年 - 2001年）
- 黒谷友香（2001年）
- 伽奈（2007年）※モデルの中村さくらとの共演
- 松浦亜弥（2007年 - 2009年）
- 道端ジェシカ（2010年 - 2014年）※過去にエリスのCMに出演していた。
- ローラ（2014年 - 2023年）
- 古川優香（2020年 - 2023年）